# Nicht schmelzender Kunstschnee

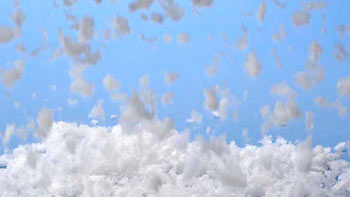
Grober Kunstschnee fallend

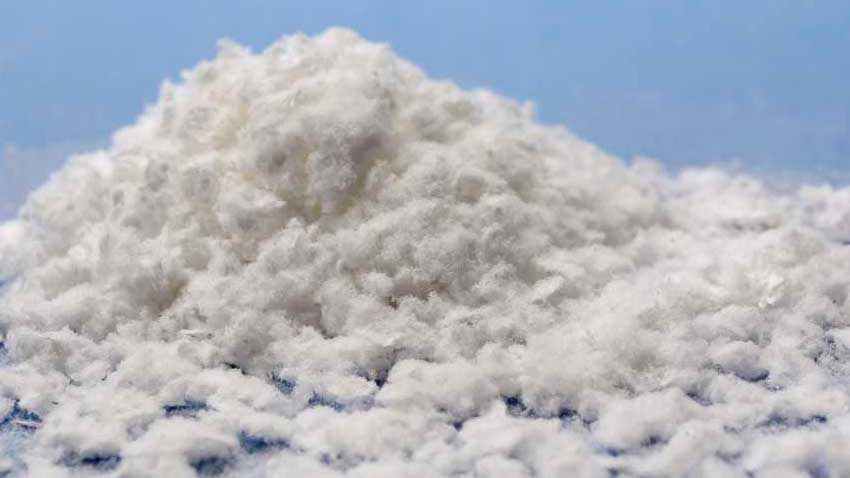
Kunstschnee liegend

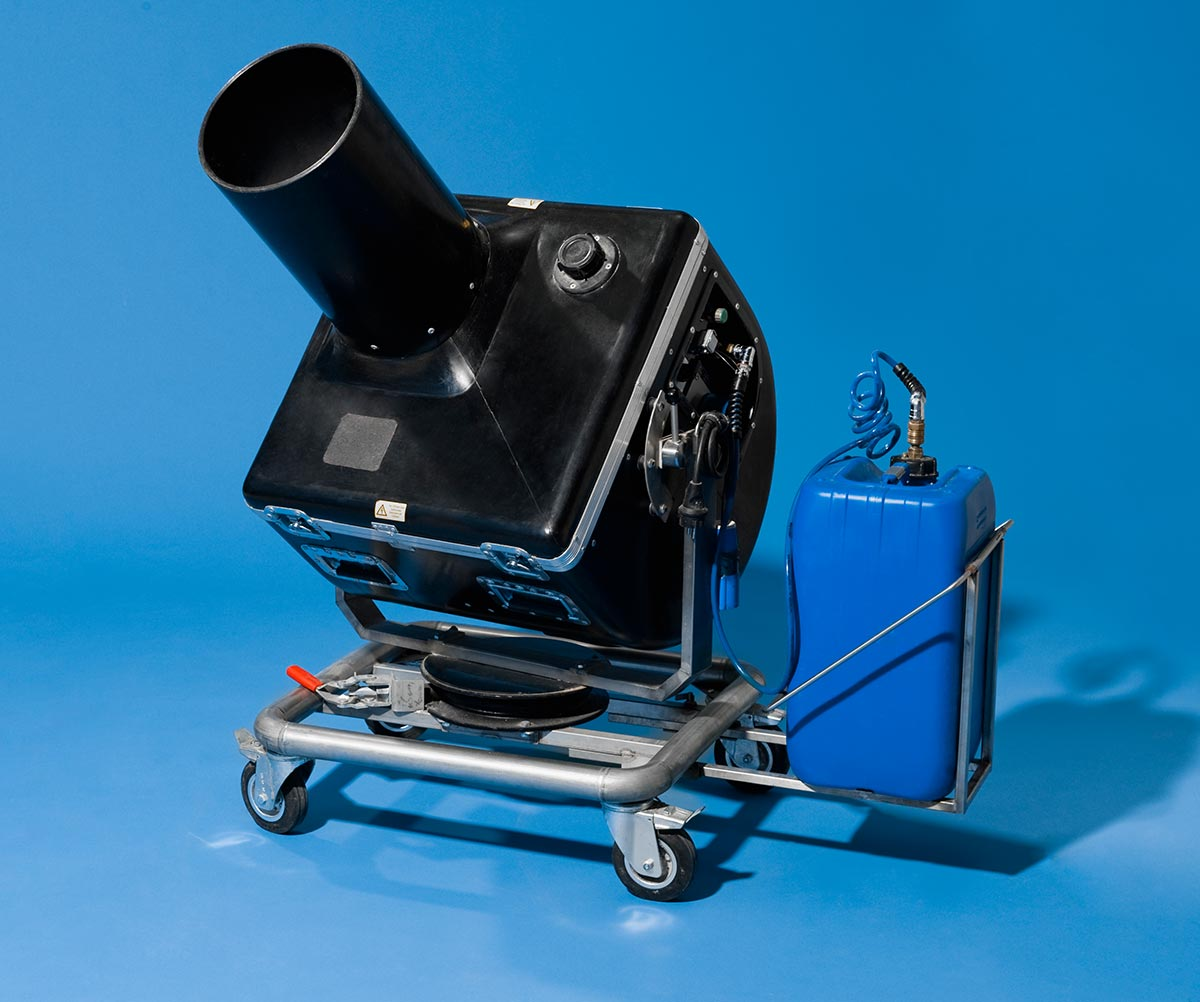
Schneemaschine für Kunstschnee mit Rollen

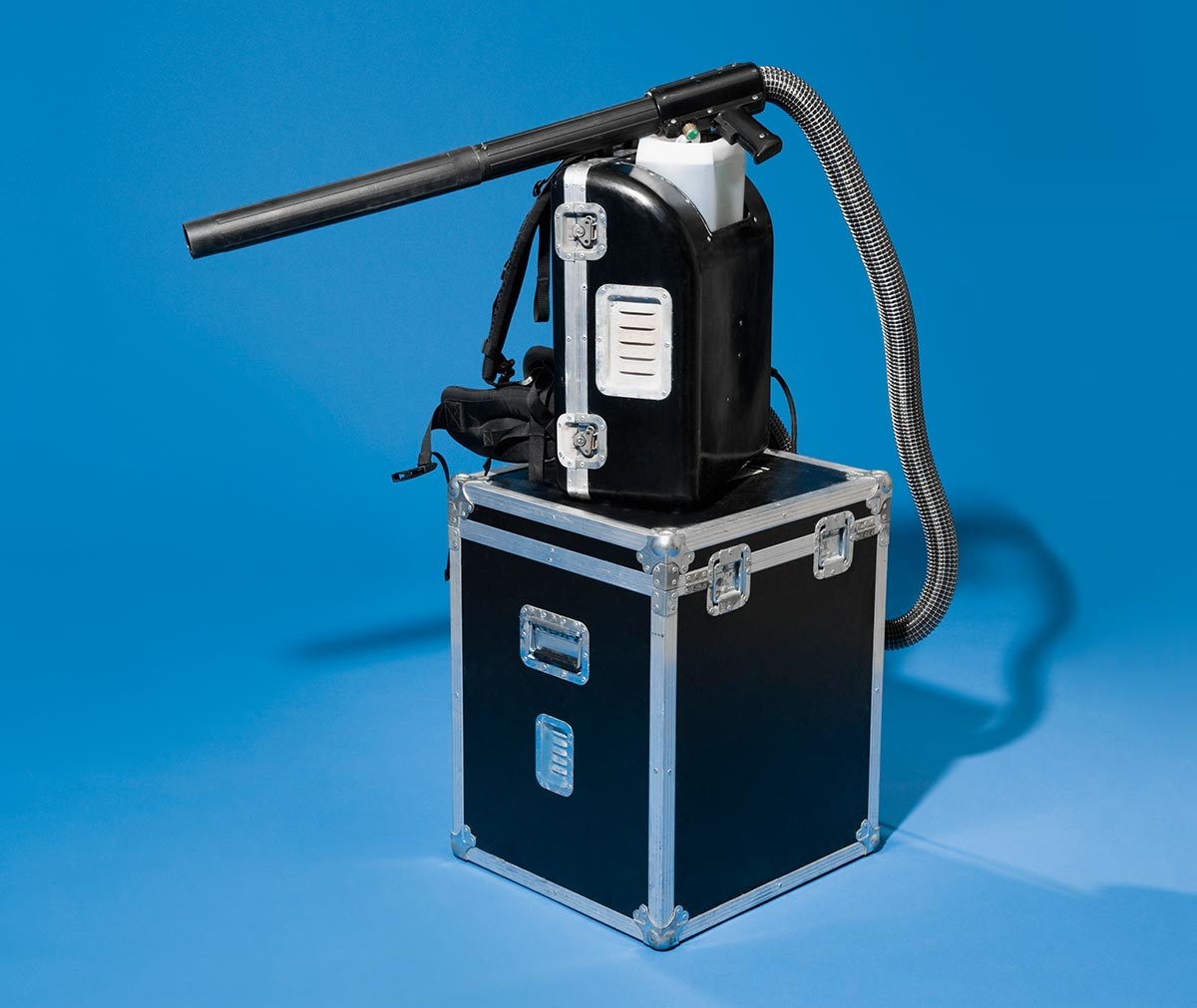
Transportable Schneemaschine für Kunstschnee

Nicht schmelzender Kunstschnee auf Papier-, Stärke- oder Kunststoffbasis wird bei Film- und Werbeproduktionen sowie für Aufnahmen im Fotostudio verwendet.
Für Filmproduktionen gibt es Dienstleister, die ganze Landschaften oder Stadtteile mit Spezialmaschinen einschneien. Für den fallenden Schnee vor der Kamera stehen Gebläse zur Verfügung, die leichte Papierflocken in die Luft blasen. Der Kunstschnee ist aufgrund seiner Konsistenz im fertig produzierten Film nicht von natürlichem Schnee zu unterscheiden. 
Im Bereich der Schauwerbegestaltung spricht man hauptsächlich von Dekoschnee.

## Arten von Kunstschnee

### Display Snow, schwer entflammbar
Dieser Kunstschnee wird auf Kunststoffbasis (LDPE) hergestellt, ist antistatisch und hat eine B1-Feuerklassifizierung. Der Display Snow wird für verschiedene Verwendungszwecke in verschiedenen Flockengrößen hergestellt. Die Körnung von 10 bis 20 mm eignet sich vor allem als fallender Schnee. Die Körnung von 5 bis 15 mm kann ebenfalls für fallende Schnee-Effekte oder als grober liegender Schnee eingesetzt werden. Ebenfalls als liegender Schnee wird dieser in der Körnung von 3 bis 10 mm eingesetzt. Zur Nachahmung von Pulverschnee eignet sich die Körnung von 1 bis 5 mm.

### Glitzerschnee, Flammen hemmend
Der Glitzerschnee wird aus feinem Polystyrol hergestellt und verleiht dem liegenden Schnee einen realistischeren Effekt, da dieser dünn über eine Schneefläche gestreut wird. Somit wird ein natürlicher Glitzereffekt wie bei frisch gefallenem Schnee erzielt.

### Zauberschnee
Dieser Schnee wird mit Wasser vermischt und quillt dadurch auf. Über das Mischungsverhältnis mit Wasser können verschiedene Effekte, wie z. B. Neuschnee, Puderschnee oder Schneematsch, erzielt werden.

### Bio-Schnee
Dieser Schnee wird aus Maisstärke und pflanzlichen Extrakten hergestellt und ist somit komplett biologisch abbaubar. Beim Einsatz ist darauf zu achten, dass der Schnee nicht mit Wasser in Berührung kommt, da er ansonsten verklebt. Hauptsächlich wird der Bio-Schnee als liegender Schnee eingesetzt.

### Filmschnee, SnowCel Movie Snow HSX
Hierbei handelt es sich um den meistverwendeten Schnee im Filmgeschäft weltweit. Dieser Kunstschnee auf Papierbasis wird als liegender Schnee verwendet. Durch seine natürliche Struktur lassen sich Fußabdrücke oder Reifenspuren im Schnee nachstellen.

## Farbiger Kunstschnee
Zur Simulation von z. B. Vulkanasche gibt es schwarz und grau gefärbten Schnee auf Kunststoffbasis. Dieser eignet sich als fallender und liegender Schnee.

## Einsatzgebiete

### Kino- und TV-Produktionen
Um bei Filmproduktionen, bei denen kein echter Schnee zur Verfügung steht, werden Landschaften und Straßen mit Kunstschnee beschneit. Selbst bei Temperaturen im zweistelligen Bereich können so Winterszenen gedreht werden. Bei Filmproduktionen kommt auch fallender Kunstschnee zum Einsatz. Hiermit können leichte fallende Flocken oder auch Schneestürme simuliert werden.

### Theater
Auch im Theater wird Kunstschnee verwendet. Gleichmäßiger Schneefall wird durch langsames Umdrehen eines mit Kunstschnee gefüllten Schneetuchs über der Bühne simuliert.
Wenn Schneefall simuliert wird, ist der anschließend auf dem Boden liegende Schnee ein Problem, weil er die Rutschgefahr für Tänzer erhöht und bei Szenenwechseln nicht schnell genug zu entfernen ist. Deswegen verwenden manche Produktionen entsprechende Lichteffekte statt fallenden Kunstschnee.

### Veranstaltungen
Der künstliche Schnee eignet sich zudem für den Einsatz bei Veranstaltung. So können die Veranstaltungsorte in ein winterliches Ambiente verwandelt werden. Hauptsächlich wird der Kunstschnee bei Weihnachtsfeiern und Weihnachtsmärkten eingesetzt.

### Dekoration
Das Weihnachtsgeschäft beginnt in einigen Bereichen des Einzelhandels bereits im September. Im Verkaufs- oder Schaufensterbereich lassen sich mit dem nicht schmelzenden Kunstschnee Wintereffekte erzielen.

## Zusammensetzung
- Papierschnee wird aus hochreiner Zellulose hergestellt.
- Zauberschnee ist ein Copolymer auf Natriumacrylat basierend.
- Schneefluid (für fallende Schneeeffekte) ist eine wasserartige Mischung aus weniger als 5 % biologisch abbaubaren anionischen/nichtionischen Tensiden mit weniger als 2 % unklassifiziertem Glycolether mit einer Spur Konservierungsstoff.
- Bio-Schnee kann aus Maisstärke hergestellt werden.
- Schneeteppich besteht aus Polypropylen.